# Орбу Геннадій Григорович
Не варто плутати з молдовським футболістом Геннадієм Орбу
Генна́дій Григо́рович О́рбу (нар. 23 липня 1970, Макіївка, СРСР) — український футболіст та тренер. В минулому — півзахисник, грав за національну збірну України.

## Клубна кар'єра
Почав грати у «Бажановці» з рідної Макіївки, однак у 17 років отримав травму меніска і довелося робити операцію. У 1988—1990 рр. проходив армійську службу у Дніпропетровську. Після армії повернувся додому, де на молодого гравця звернув увагу тренер «Бажанівця» Віктор Пищев. Саме у цій команді 1992 року Орбу почав професійну кар'єру у першості другої ліги. Восени того ж року був запрошений до донецького «Шахтаря», у складі якого відіграв 4 сезони, провівши 106 матчів у вищій лізі чемпіонату України та забивши 12 голів.
Сезон 1996-97 провів у російському клубі «Ротор», по його завершенні повернувся до Донецька.
Продовжив виступи за «Шахтар» протягом 1997—2000 років. Влітку 2000 року через конфлікт з головним тренером команди Віктором Прокопенком був виставлений на трансфер. Загалом на його рахунку 238 матчів і 48 м'ячів за «Шахтар».
Надалі Орбу перейшов до полтавської «Ворскли», а згодом до російського «Сокола» з Саратова, в якому 2002 року й завершив ігрову кар'єру.

## Виступи за збірну

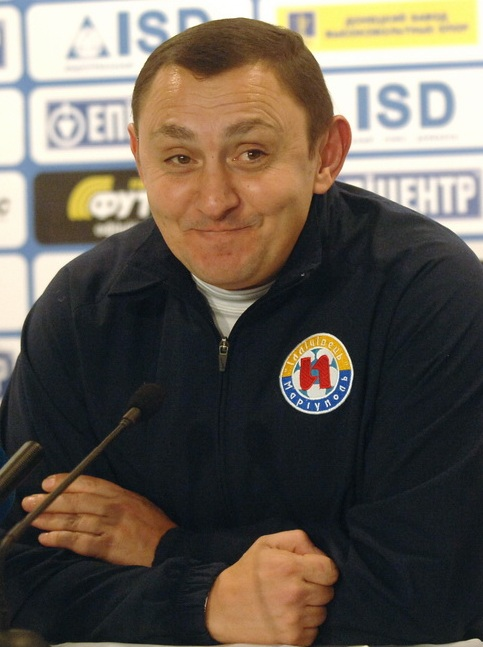
Орбу під час роботи в «Іллічівці». 2011 рік.

До національної збірної України отримав запрошення восени 1994 року, дебютував у формі головної команди країни 13 листопада того ж року у домашньому матчі проти збірної Естонії. Загалом відіграв у збірній 3 роки (з 1994 по 1997), виходив на поле у 17 матчах.

## Тренерська кар'єра
2003 року втретє з'явився у донецькому «Шахтарі», цього разу вже як тренер-селекціонер, де і працював до 2009 року. Після цього по сезону провів асистентом головного тренера в «Зорі» та «Іллічівці», після чого знову повернувся в «Шахтар».
9 квітня 2013 року став головним тренером молодіжної команди «Шахтаря», змінивши на цій посаді Сергія Попова, але вже в липні того ж року став тренером новоствореної «молодіжки» «Севастополя».
В серпні 2013 року головний тренер «моряків» Олег Кононов покинув команду і Орбу став виконувачем обов'язки головного тренера. Після п'яти матчів, в яких «Севастополь» зазнав лише однієї поразки, 20 вересня, після перемоги в матчі з донецьким «Металургом» (4:2), Геннадій Орбу був призначений головним тренером клубу.
2 червня 2014 року очолив латвійський клуб «Даугава», але вже на початку серпня 2014 року був змушений піти у відставку за сімейними обставинами.
Згодом знову працював у структурі «Шахтаря», а потім у академії «Маріуполя». У 2022 році під час боїв за Маріуполь перебував у місті і ховався у підвалі протягом трьох тижнів від російських бомбардувань, після чого виїхав з міста.
З літа 2022 року Орбу працював асистентом головного тренера Дато Квірквелії у грузинському клубі «Колхеті-1913», де працював до кінця 2023 року, а на початку 2024 року перебрався до російського Санкт-Петербургу, де став головним тренером клубу третього дивізіону «Зірка».

## Статистика виступів

### Клубна
| Клуб              | Сезон             | Чемпіонат | Чемпіонат | Кубок | Кубок | Єврокубки | Єврокубки | Всього | Всього |
| Клуб              | Сезон             | Ігри      | Голи      | Ігри  | Голи  | Ігри      | Голи      | Ігри   | Голи   |
| ----------------- | ----------------- | --------- | --------- | ----- | ----- | --------- | --------- | ------ | ------ |
| Бажановець        | 1992              | 14        | 5         | -     | -     | -         | -         | 14     | 1      |
| Бажановець        | 1992-93           | 6         | 2         | 1     | 0     | -         | -         | 7      | 2      |
| Шахтар            | 1992-93           | 18        | 0         | 1     | 0     | -         | -         | 19     | 0      |
| Шахтар            | 1993-94           | 32        | 2         | 4     | 1     | -         | -         | 36     | 3      |
| Шахтар            | 1994-95           | 30        | 3         | 8     | 0     | 2         | 1         | 40     | 4      |
| Шахтар            | 1995-96           | 27        | 7         | 4     | 0     | 4         | 2         | 35     | 9      |
| Ротор             | 1996              | 20        | 2         | -     | -     | 7         | 1         | 27     | 3      |
| Ротор             | 1997              | 1         | 0         | -     | -     | -         | -         | 1      | 0      |
| Шахтар            | 1996-97           | 13        | 6         | 1     | 0     | -         | -         | 14     | 6      |
| Шахтар            | 1997-98           | 29        | 9         | 4     | 1     | 6         | 1         | 39     | 11     |
| Шахтар            | 1998-99           | 20        | 5         | 2     | 0     | 4         | 2         | 26     | 7      |
| Шахтар            | 1999-00           | 22        | 7         | 2     | 1     | 3         | 0         | 27     | 8      |
| Шахтар            | 2000-01           | 2         | 0         | -     | -     | -         | -         | 2      | 0      |
| Ворскла           | 2000-01           | 3         | 1         | -     | -     | 2         | 0         | 5      | 1      |
| Сокіл             | 2001              | 26        | 2         | 2     | 0     | -         | -         | 28     | 2      |
| Сокіл             | 2002              | 11        | 0         | 2     | 0     | -         | -         | 13     | 0      |
| Всього за Шахтар  | Всього за Шахтар  | 193       | 39        | 26    | 3     | 19        | 7         | 238    | 48     |
| Всього за кар'єру | Всього за кар'єру | 274       | 51        | 31    | 3     | 28        | 8         | 333    | 62     |

## Досягнення
- Дворазовий володар Кубка України (1995, 1997);